# Fehér vármegye

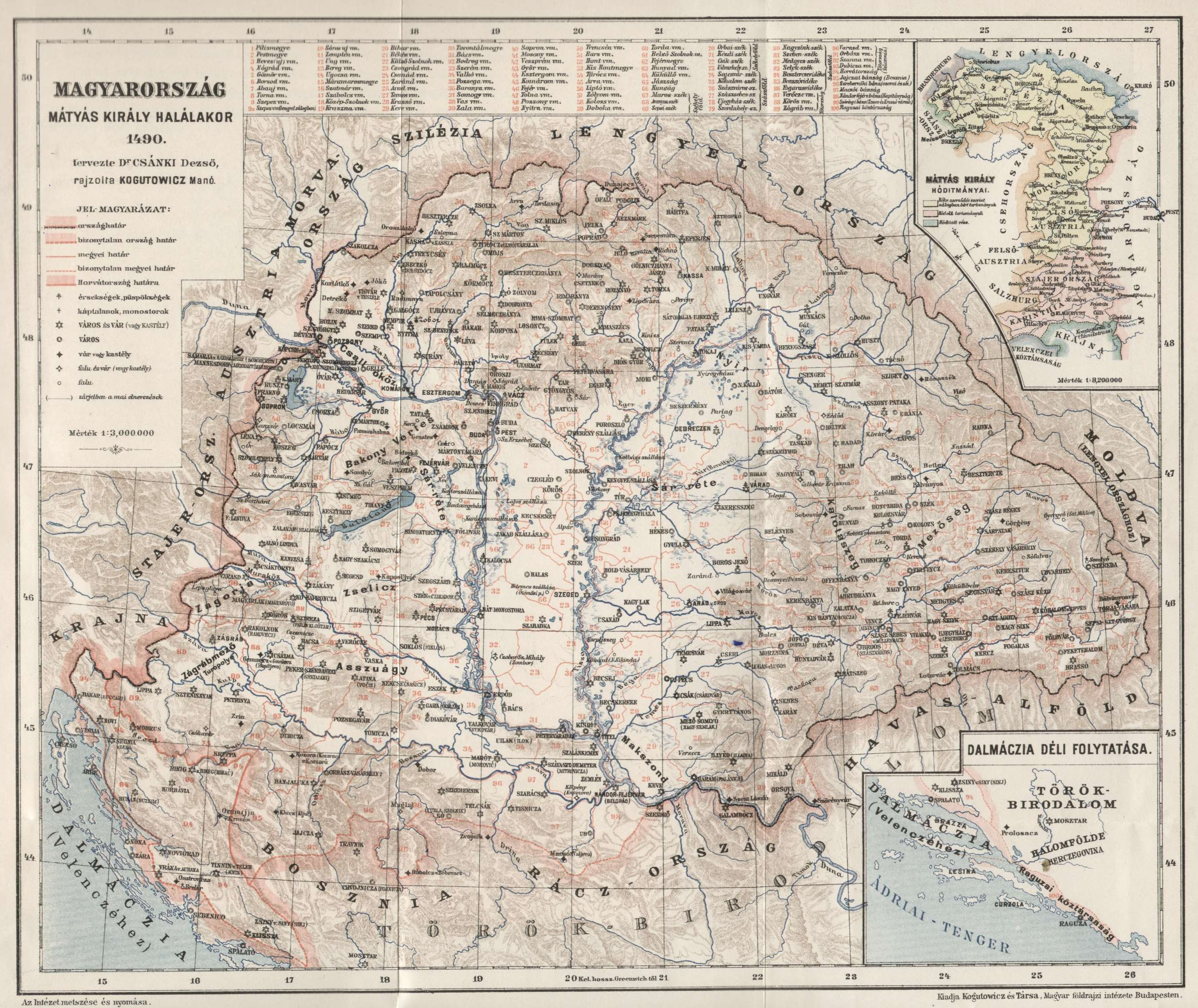
Csánki Dezső–Kogutowicz Manó: Magyarország Mátyás király halálakor

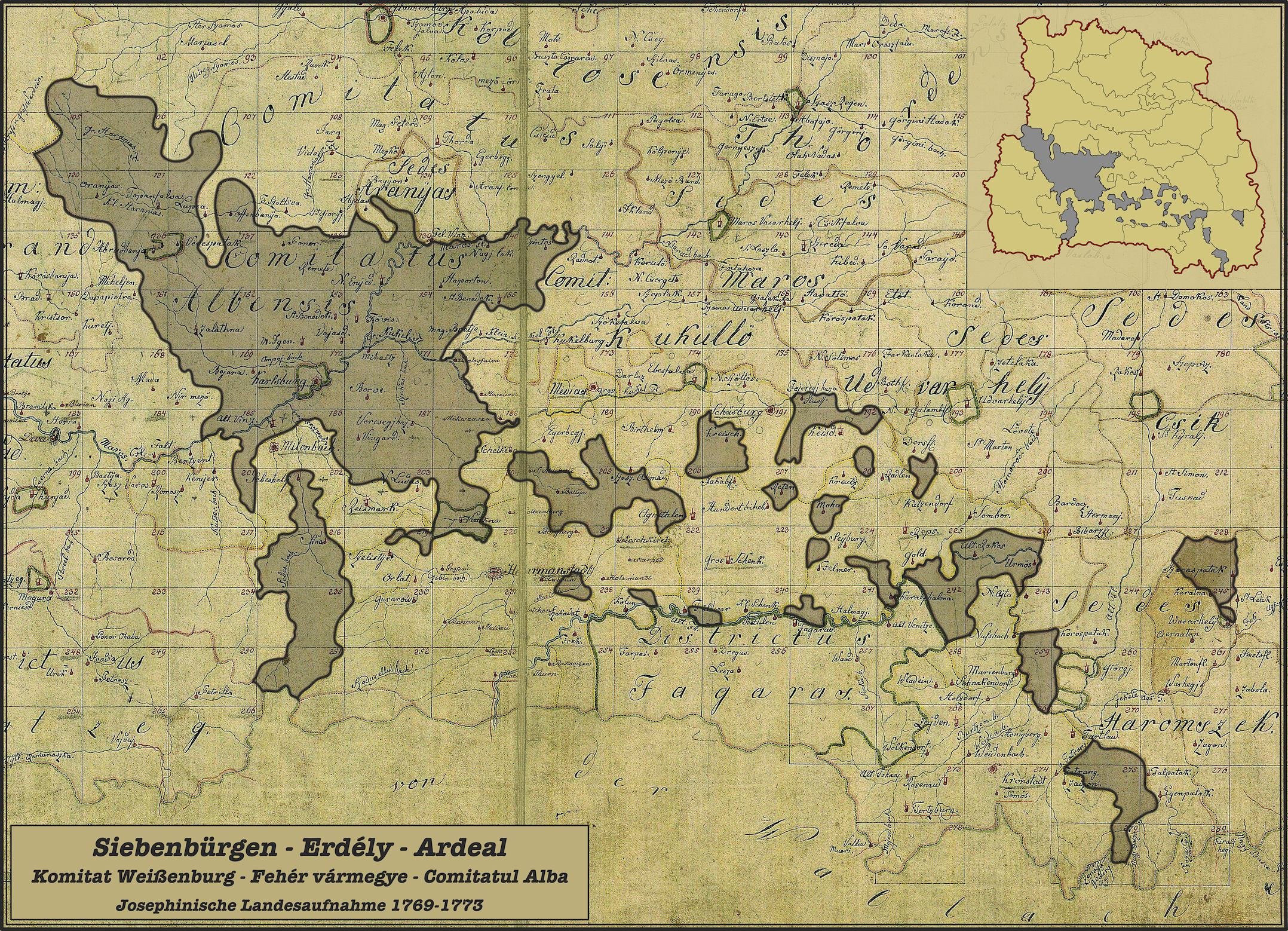
Fehér vármegye az I. katonai felmérés térképén (1769-73)

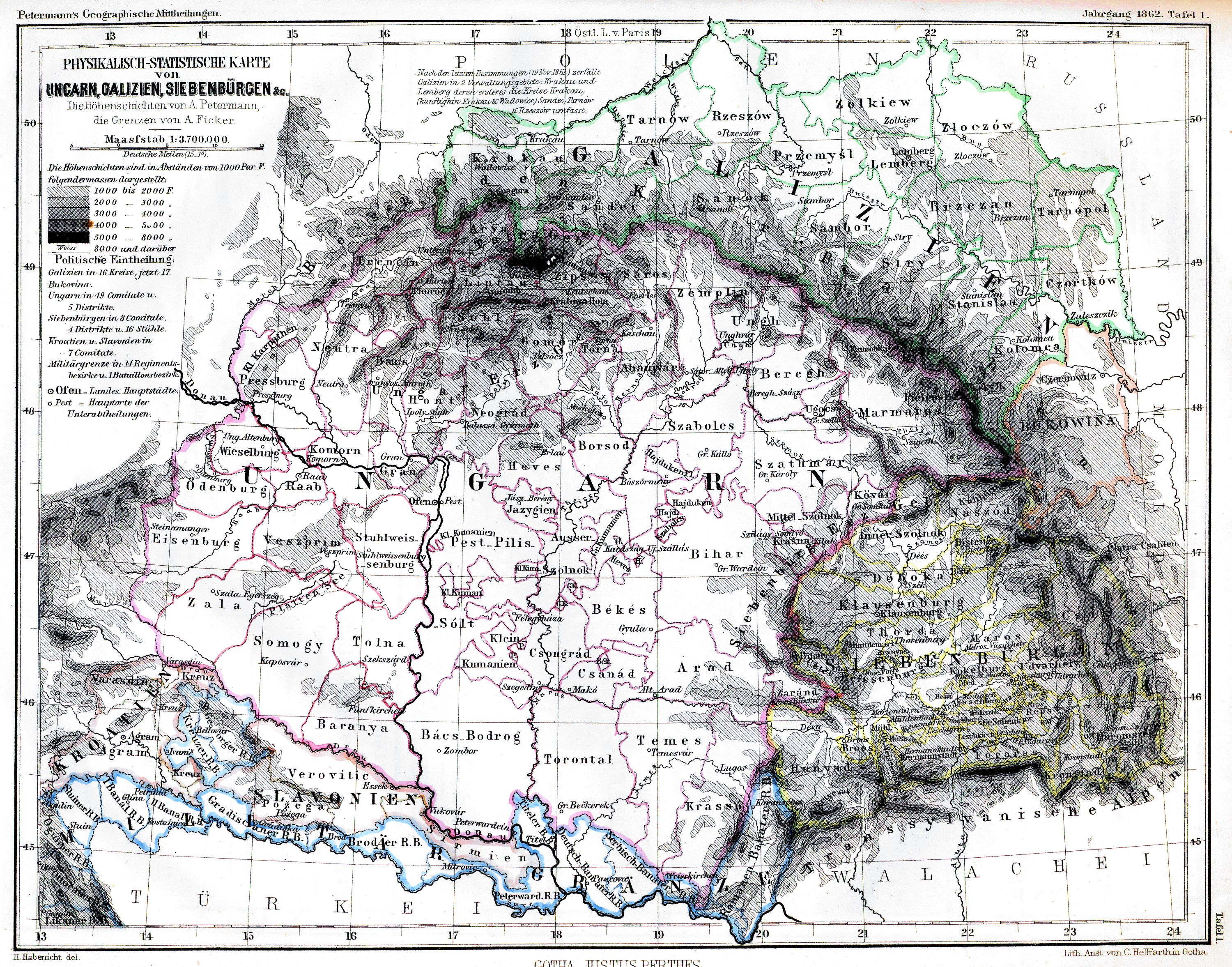
Alsó- és Felső-Fehér vármegyék egy 1862-es térképen

Fehér vármegyét Szent István király hozta létre az államalapítás és a királyi vármegyerendszer megszervezése idején Erdélyben Gyula–Fehérvár központtal. Területe ekkor kiterjedt az egész – részben lakatlan – Dél-Erdélyre, a későbbi Hunyad vármegye, Királyföld, Fogarasföld és Háromszék területére is, azaz a Maros és az Olt vízgyűjtő területére.
A király 1003-ban verte le az utolsó erdélyi gyulát, ekkor hozta létre a vármegyét, amelynek hatalmas, tartományi mérete azt mutatja, hogy kiterjedt a gyulák teljes uralmi területére. A régészet nem igazolta, hogy a megyét esetleg Keán erdélyi bolgár uralmának megdöntése után hozták volna létre az 1010-es években. A 9-10. században kimutathatók ugyan a bolgár jelenlét nyomai, de ezek a 10. században, a gyulák Erdélybe költözésekor megszűnnek.
A megye ispánjait a 11-12. században dux, tribunus, princeps, voivoda néven is említik, hatalmukat fokozatosan egész Erdélyre kiterjesztették. Az így kialakuló erdélyi vajdai, valamint az alvajdai tisztség Erdély története során végig szorosan összekapcsolódott a gyulafehérvári ispán tisztségével. A források említik a várszervezetet és a várjobbágyokat is. A 12. század elején a székelyek feltűnnek a későbbi Szászföld területén, majd a 13. században nyomulnak a mai Székelyföld területére. II. Géza hívására a 12. században megjelennek a szászok a Vöröstoronyi-szoros előterében, majd a keletre húzódó székelyek helyére is betelepültek a 13. században az ekkortól Szászföld területére. III. Béla idejétől a Szebeni- és Fogarasi-havasok aljára vlachokat is telepítettek. Mindezen telepítések területei – Székelyföld, Szászföld, Fogarasföld, Brassóvidéke – kikerültek a fehérvári ispán hatásköréből, bizonyos szigetszerű magánbirtoktesteket kivéve, amelyek később Felső-Fehér vármegyét alkották. Nem tudjuk mikor vált ki ezalatt Fehérből Küküllő és Hunyad vármegye, de bekebelezte közben a marosújvári sóbánya körüli Újvár vármegyét.
A 14. század elejére nemesi vármegyévé alakult, amelynek ispánja az erdélyi alvajda volt.